# Andrés Bello (Táchira)
Andrés Bello é um município da Venezuela localizado no estado de Táchira.
A capital do município é a cidade de Cordero.